# 와일리 표기법
와일리 표기법(Wylie transliteration)은 티베트 문자를 일반적인 영어 자판에서 쓰이는 단순 로마자로 나타내는 전자(轉字, transliteration) 체계이다. 미국의 티베트학자인 터렐 V. 와일리(Turrell V. Wylie)가 개발하여 1959년 Harvard Journal of Asiatic Studies에 발표하였고, 이후 티베트 관련 연구에서 표준적인 전자법이 되었다.
티베트어의 로마자 표기 체계는 티베트어 구어의 소리와 티베트어 문어의 철자 중 어느 쪽을 재현해야 할지에 대한 딜레마에 직면한다. 티베트 문자의 철자법은 11세기에 고정되었지만 발음은 계속 진화하여 큰 괴리가 발생하였는데, 이는 중세 후기 발음을 반영하는 영어 철자법이나 프랑스어 철자법에서도 비슷하게 일어난 일이다. 와일리 표기법은 티베트 문자를 문자 그대로 옮기는 전자 방식으로서 학술, 역사 연구를 목적으로 하는 한편 실제 발음과는 차이가 크다.

## 자음
| T | W   | IPA      | T | W    | IPA      | T | W   | IPA         | T | W   | IPA   |
| - | --- | -------- | - | ---- | -------- | - | --- | ----------- | - | --- | ----- |
| ཀ | ka  | [ká]     | ཁ | kha  | [↘︎kʰá]   | ག | ga  | [ɡà/↗︎kʰà]   | ང | nga | [ŋà]  |
| ཅ | ca  | [tɕá]    | ཆ | cha  | [↘︎tɕʰá]  | ཇ | ja  | [dʑà/↗︎tɕʰà] | ཉ | nya | [ɲà]  |
| ཏ | ta  | [tá]     | ཐ | tha  | [↘︎tʰá]   | ད | da  | [dà/↗︎tʰà]   | ན | na  | [nà]  |
| པ | pa  | [pá]     | ཕ | pha  | [↘︎pʰá]   | བ | ba  | [bà/↗︎pʰà]   | མ | ma  | [mà]  |
| ཙ | tsa | [tsá]    | ཚ | tsha | [↘︎tsʰá]  | ཛ | dza | [dzà/↗︎tsʰà] | ཝ | wa  | [wà]  |
| ཞ | zha | [ʑà/↗︎ɕà] | ཟ | za   | [zà/↗︎sà] | འ | 'a  | [ɦà/↗︎ʔà]    | ཡ | ya  | [jà]  |
| ར | ra  | [rà]     | ལ | la   | [là]     | ཤ | sha | [↘︎ɕá]       | ས | sa  | [↘︎sá] |
| ཧ | ha  | [há]     | ཨ | a    | [↘︎ʔá]    |   |     |             |   |     |       |

원래 티베트 문자에서는 음절 내의 자음 연속이 접두자나 접미자로 표기되거나 기본문자에 위첨자나 아래첨자로 붙어 표기될 수 있는데, 와일리 체계에서는 이를 구분하지 않고 단순히 연속된 로마자로 옮긴다. 이는 티베트 철자법 상 모호성이 발생하지 않기 때문인데, 유일한 예외는 gy-로서, 이는 접두사 g일 수도 있고 아래첨자 y일 수도 있다. 와일리 체계에서는 접두사 g와 자음 y 사이에 마침표(.)를 넣어 구분한다. 예를 들어 གྱང("벽")은 gyang이고 གཡང("틈")은 g.yang이다.

## 모음
4개의 모음 기호는 다음과 같이 옮겨진다.
| ཨི i | ཨུ u | ཨེ e | ཨོ o |

모음 기호가 없으면 기본 모음 a를 붙인다.

## 같이 보기
- 티베트어 병음
- THL 음성 전사법
- 티베트 문자
- 표준 티베트어